# Niamh Fahey
Pour les articles homonymes, voir Fahey.
Niamh Fahey, née le 13 octobre 1987 à Salthill, est une footballeuse internationale irlandaise. Actuellement à Liverpool, elle joue au poste de défenseure ou de milieu défensive.

## Biographie

### En club
Le 4 novembre 2022, Niamh Fahey dispute son centième match sous les couleurs de Liverpool.

### En équipe nationale
Le 11 octobre 2022, elle fait partie de la sélection irlandaise qui se qualifie pour la première fois de son histoire pour une Coupe du monde. L'Irlande bat l'Écosse 0-1 à Hampden Park. Titulaire, Fahey joue l'intégralité de la rencontre.
En juin 2023, elle est sélectionnée pour disputer la coupe du monde 2023 en Australie.
Le 9 janvier 2025 Niamh Fahey annonce sa retraite internationale. Elle est alors, avec 114 sélections, la sixième joueuse la plus sélectionnée en Irlande.

## Palmarès
Arsenal Ladies
- Championnat d'Angleterre: 2

2008–2009, 2009-2010.
- Coupe d'Angleterre: 1

2008–2009, 2010-2011
 Chelsea Ladies
- Championnat d'Angleterre en 2017
- Finaliste de la Coupe d'Angleterre en 2016

### Récompenses individuelles
- Membre de l'équipe type de WSL en 2013-2014, 2014-2015 et 2015-2016.